# Koninklijk Nederlands Ondernemersverbond

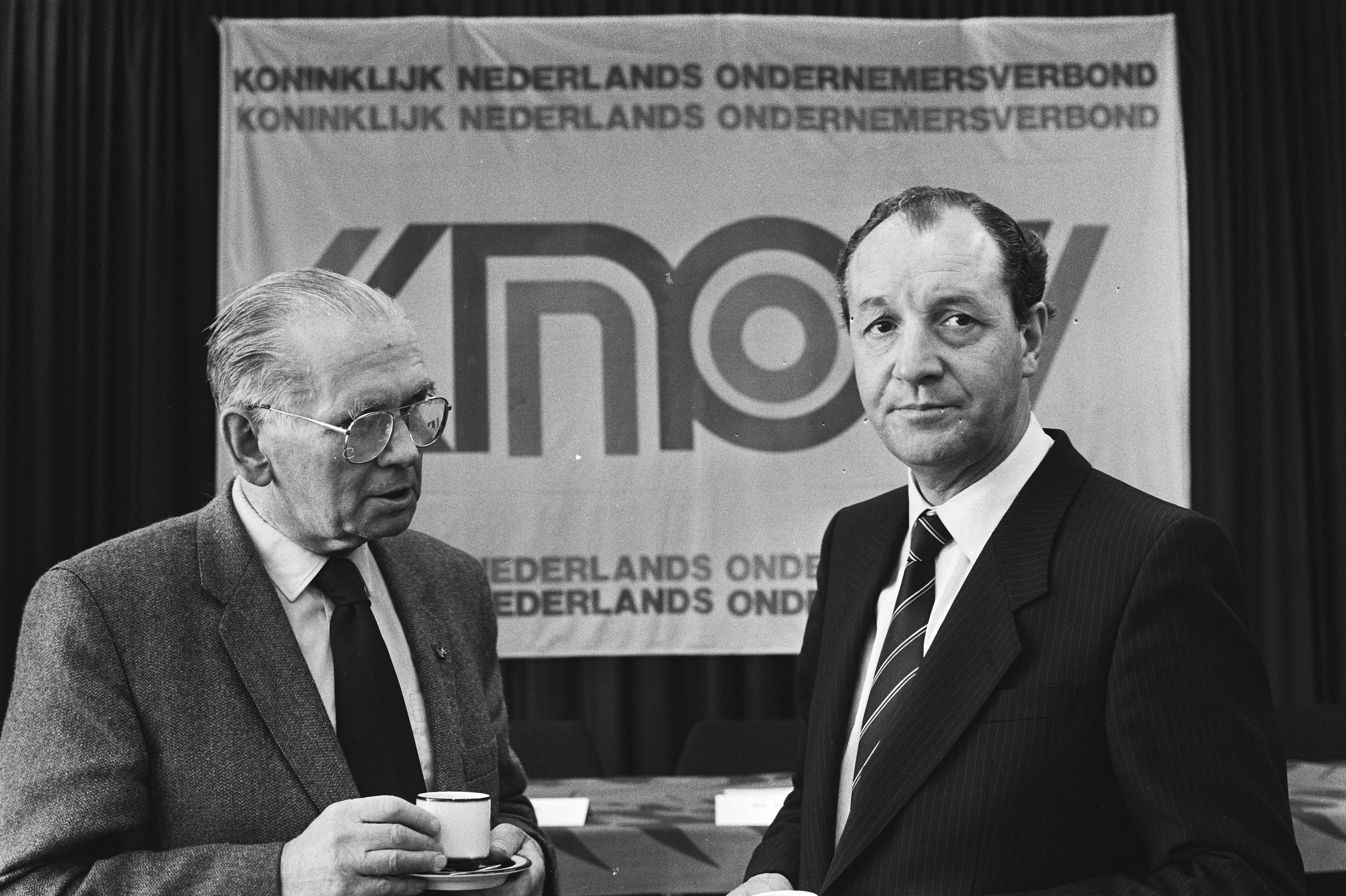
KNOV-congres (1984) met voorzitter Perquin en zijn opvolger Oosterhoff (rechts)

Het Koninklijk Nederlands Ondernemersverbond was een Nederlandse werkgeversorganisatie voor kleine en zelfstandige ondernemers. De organisatie werd in 1977 gevormd als een fusie van het Koninklijk Verbond van Ondernemers en het Nederlands Katholiek Ondernemersverbond. In 1995 ging deze organisatie op in MKB-Nederland.